# Pungu maclareni
Pungu maclareni es una especie de peces de la familia Cichlidae en el orden de los Perciformes.

## Morfología
Los machos pueden llegar alcanzar los 10 cm de longitud total.

## Depredadores
Es depredado por algunas especies del género  Stomatepia y Clarias maclareni .

## Hábitat
Vive en zonas de clima tropical  entre 28 °C-30 °C de temperatura y entre 1-3 m de profundidad.

## Distribución geográfica
Se encuentran en África: es una especie  endémica del lago Barombi Mbo (oeste del Camerún ).